# Xã Bellevue, Quận Jackson, Iowa
Xã Bellevue (tiếng Anh: Bellevue Township) là một xã thuộc quận Jackson, tiểu bang Iowa, Hoa Kỳ. Năm 2010, dân số của xã này là 2.776 người.